# 초이락 게임즈
초이락 게임즈(Choirock Games)은 대한민국의 게임 개발사이자 개발 배급사이다. 2003년 3월 6일 첫 번째 게임 샤이아의 개발과 함께 시작하고, 2003년 6월에 자본금 3억 9천을 기반으로 주식회사 소노브이로 설립되었다. 회사 표어는 "웃음을 만드는 행복 공작소", 현재 서울특별시 강서구 양천로 582 (염창동, 초이락트윈타워 4층)에 위치한다.
자사 및 배급 계약을 맺은 다른 회사의 온라인 게임을 위한 포털 사이트 놀토(Nolto)을 운영하고 있다. 처음에는 게임나인(Game9)으로 2008년 10월 17일 개설되었다가, 얼마 지나지 않아 11월 17일(월)부로 " 놀토로 개명되었다. 놀토에서의 게임머니는 엔포인트이고, 기본적인 웹게임으로는 고스톱과 포커, 사천성이 있다. 보안 방법으로 MOTP를 채용하였다.

## 게임

### 개발한 게임
- 샤이아
- 용천기
- 베르카닉스 - 개발중지
- 슈퍼스타K 온라인 - 초이락 미디어

### 배급한 게임
- 레이싱 매니저 - 동양온라인, 리젠소프트
- 머큐리: 레드 - 플루토게임즈